# José María Estudillo
José María Estudillo (fallecido el 8 de abril de 1830), fue uno de los primeros colonos de San Diego, California y un funcionario del gobierno durante el período mexicano de San Diego.

## Biografía
Nacido en Andalucía, España, el Capitán Estudillo fue Comandante del Presidio Real de San Diego desde el 23 de octubre de 1820 hasta septiembre de 1821 y de nuevo desde 1827 hasta su muerte en 1830.
Estuvo casado con Gertrudis Horcasitas. En 1827, su hijo José Antonio construyó una gran casa de adobe en forma de L en un terreno concedido por el Gobernador José María de Echeandía. Más tarde fue ampliada y se le dio forma de U. La casa aún sigue en pie y es conocida como Casa de Estudillo, además de ser uno de los edificios más antiguos que se conservan en California. Está ubicada en el Parque Histórico del Estado de San Diego, en el lado sureste de la plaza del casco antiguo, y fue designada como Monumento Histórico Nacional por derecho propio.
Otros hijos de Estudillo fueron José Joaquín, becario del Rancho San Leandro, en la costa este de la Bahía de San Francisco; María Dolores, que se casó con Juan Bandini (otro reconocido colono); y Magdalena, la becaria del Rancho Otay.
En diciembre de 1823, Estudillo sirvió como diarista con el capitán Brevet José Romero, cuando fueron enviados a buscar una ruta desde Sonora a la Alta California; en su expedición registraron por primera vez la existencia de "Agua Caliente" en Palm Springs, California.